# ルイス・ビンクス
ルイス・トーマス・ビンクス（Luis Thomas Binks, 2001年9月2日 - ）は、イングランド・ケント州ジリンガム出身のサッカー選手。セリエA・ボローニャFC所属。ポジションはDF。

## クラブ経歴
6歳の時にトッテナム・ホットスパーFCのユースアカデミーに入団。順調に成長し、トップチーム昇格が間近に迫った2020年に、モントリオール・インパクトの監督を務めるティエリ・アンリが、以前から注目していたというビンクスの獲得をトッテナム側に打診し、2020年2月18日にモントリオール・インパクトとの契約を締結。同月27日のCONCACAFチャンピオンズリーグのデポルティーボ・サプリサ戦でプロデビュー。以降プロ1年目ながら先発に定着した。
2020年8月13日、ボローニャFCへの移籍が決定。 MLSの2020年シーズン終了までモントリオール・インパクトにレンタル移籍の形で残留し、2021年1月1日よりボローニャに加入することが発表された。

## 代表経歴
2018年よりU-18のイングランド代表でプレーしているものの、同年にはU-18スコットランド代表でもプレーいる。